# Mystica
Mystica jedanaesti je studijski album njemačkog heavy metal-gitarista Axela Rudija Pella. Diskografska kuća Steamhammer objavila ga je 25. kolovoza 2006.

## Popis pjesama
Tekstovi i glazba: Axel Rudi Pell. 
| 1.    | »The Mysterious Return« (instrumentalna skladba)                                | 1:18 |
| 2.    | »Fly to the Moon«                                                               | 5:34 |
| 3.    | »Rock the Nation«                                                               | 5:29 |
| 4.    | »Valley of Sin«                                                                 | 7:10 |
| 5.    | »Living a Lie«                                                                  | 5:27 |
| 6.    | »No Chance to Live«                                                             | 6:18 |
| 7.    | »Mystica«                                                                       | 8:26 |
| 8.    | »Haunted Castle Serenade (Opus #4 Grazioso e agresso)« (instrumentalna skladba) | 3:53 |
| 9.    | »Losing the Game«                                                               | 4:35 |
| 10.   | »The Curse of the Damned«                                                       | 9:57 |
| 58:07 |                                                                                 |      |

## Zasluge
Axel Rudi Pell
- Ferdy Doernberg – klavijature
- Volker Krawczak – bas-gitara
- Axel Rudi Pell – gitara, produkcija
- Mike Terrana – bubnjevi
- Johnny Gioeli – vokal

Ostalo osoblje
- Charlie Bauerfeind – produkcija, inženjer zvuka, miks
- Ulli Pösselt – inženjer zvuka (bubnjeve)
- Bob Burch – inženjer zvuka (dodatne; vokali)
- Ulf Horbelt – mastering
- Felipe Machado Franco – naslovnica
- Kai Hoffmann – fotografije, dizajn